# Układ scalony

Zdjęcie mikroskopowe chipu układu scalonego sterownika dla wyświetlacza LCD

Układ scalony (ang. integrated circuit, potocznie chip [wym. czip]) – zminiaturyzowany układ elektroniczny (mikroukład) wykonany w jednym cyklu technologicznym na bazie monokryształu półprzewodnikowego, zwykle krzemu.

## Historia
Wczesną próbą integracji wielu komponentów w jednym urządzeniu jest lampa próżniowa Loewe 3NF, produkowana od 1926.
W 1958 roku Jack Kilby z Texas Instruments i Robert Noyce z Fairchild Semiconductor niezależnie od siebie zaprojektowali i zbudowali działające modele układów scalonych. Kilby zademonstrował swój wynalazek 12 września 1958 (za co otrzymał Nagrodę Nobla z fizyki w 2000), Noyce zbudował swój pierwszy układ scalony około pół roku później.

## Budowa

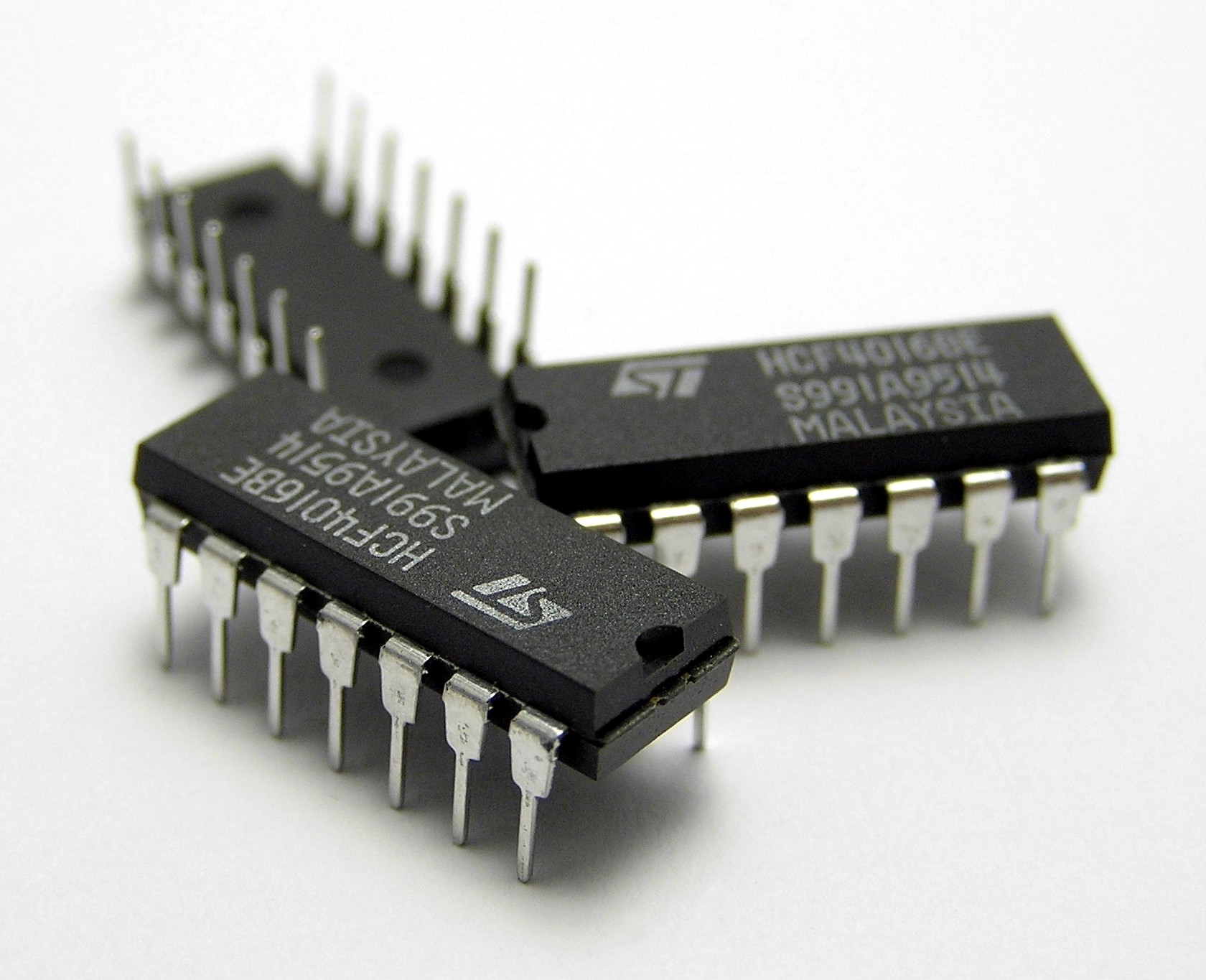
Monolityczne układy scalone

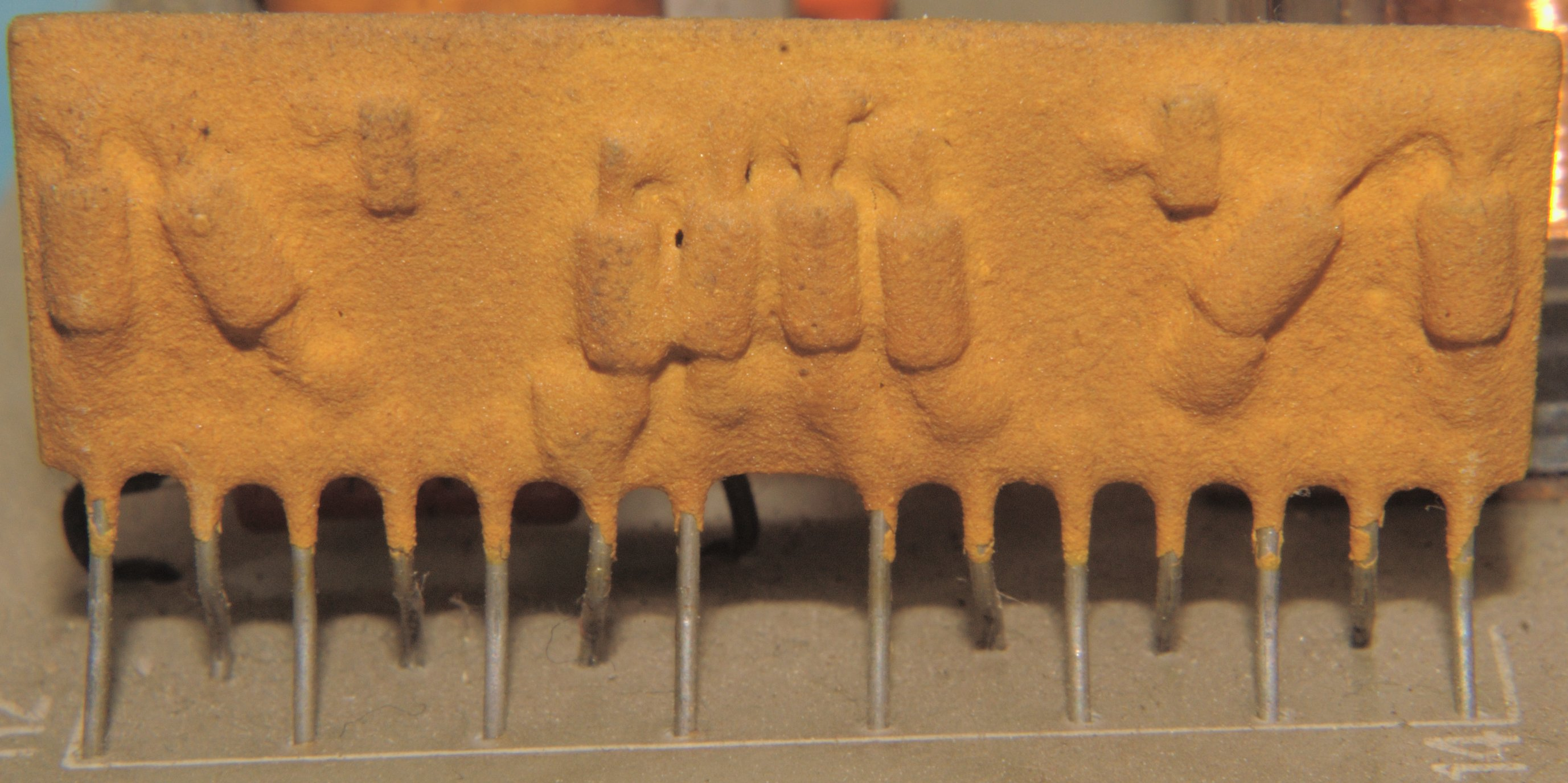
Hybrydowy układ scalony

Układ scalony jest zwykle zamknięty w hermetycznej obudowie szklanej, metalowej, ceramicznej lub tworzywowej.
Ze względu na sposób wykonania układy scalone dzieli się na dwie główne grupy:
1. monolityczne, w których wszystkie elementy, zarówno elementy czynne, jak i bierne, wykonane są w monokrystalicznej strukturze półprzewodnika
2. hybrydowe – na płytki wykonane z izolatora nanoszone są warstwy przewodnika oraz materiału rezystywnego, które następnie są wytrawiane, tworząc układ połączeń elektrycznych oraz rezystory. Do tak utworzonych połączeń dołącza się indywidualne, miniaturowe elementy elektroniczne (w tym układy monolityczne). Ze względu na grubość warstw rozróżnia się układy[11]:
  - cienkowarstwowe (około 2 mikrometrów)
  - grubowarstwowe (od 5 do 50 mikrometrów).

Większość stosowanych obecnie układów scalonych jest wykonana w technologii monolitycznej. Najstarszą metodą produkcji monokryształów i jedną z najpowszechniej stosowanych jest metoda Czochralskiego opracowana w 1916 roku przez polskiego chemika Jana Czochralskiego[1].
Ze względu na stopień scalenia występuje, w zasadzie historyczny, podział na układy:
- małej skali integracji (SSI – small scale of integration)
- średniej skali integracji (MSI – medium scale of integration)
- dużej skali integracji (LSI – large scale of integration)
- wielkiej skali integracji (VLSI – very large scale of integration)
- ultrawielkiej skali integracji (ULSI – ultra large scale of integration).

Zarejestrowane topografie układów scalonych podlegają ochronie, przy czym według prawa własności przemysłowej układem scalonym jest wytwór przestrzenny, utworzony z elementów z materiału półprzewodnikowego tworzącego ciągłą warstwę, ich wzajemnych połączeń przewodzących i obszarów izolujących, nierozdzielnie ze sobą sprzężonych, w celu spełniania funkcji elektronicznych.

## Produkcja
Układy scalone są produkowane w procesie planarnym.